# لورانس كوك
لورانس كوك (بالإنجليزية: Lawrence Cook)‏ هو ممثل أمريكي، ولد في 7 مايو 1930 بنيويورك في الولايات المتحدة، وتوفي في 27 ديسمبر 2003 في الولايات المتحدة.

## وصلات خارجية
- لورانس كوك على موقع IMDb (الإنجليزية)
- لورانس كوك على موقع قاعدة بيانات الفيلم (الإنجليزية)